# The Whirlwind (album)
The Whirlwind è il terzo album in studio del supergruppo statunitense Transatlantic, pubblicato il 23 ottobre 2009 dalla Inside Out Music.

## Descrizione
Si tratta del primo album in studio del gruppo pubblicato dopo la riunione avvenuta nello stesso anno. Contiene l'omonima The Whirlwind, una suite moderna di quasi 78 minuti e divisa in 12 atti.
L'album è stato pubblicato in tre versioni: standard, speciale e deluxe. La versione speciale contiene un CD aggiuntivo che racchiude otto brani registrati dal gruppo nel 2009 (quattro brani inediti e quattro cover), mentre quella deluxe contiene anche un DVD che racchiude il making of di The Whirlwind.

## Tracce
1. The Whirlwind – 77:56 (Neal Morse, Mike Portnoy, Roine Stolt, Pete Trewavas)

CD bonus nell'edizione speciale
1. Spinning – 9:58 (Neal Morse, Mike Portnoy, Roine Stolt, Pete Trewavas)
2. Lenny Johnson – 4:50 (Roine Stolt)
3. For Such a Time – 5:22 (Neal Morse, Pete Trewavas)
4. Lending a Hand – 8:43 (Pete Trewavas)
5. The Return of the Giant Hogweed – 8:26 (Mike Rutherford, Peter Gabriel, Phil Collins, Steve Hackett, Tony Banks) – originariamente interpretata dai Genesis
6. A Salty Dog – 4:59 (Gary Brooker, Keith Reid) – originariamente interpretata dai Procol Harum
7. I Need You – 4:39 (Gerry Beckley) – originariamente interpretata dagli America
8. Soul Sacrifice – 8:38 (Carlos Santana, David Brown, Gregg Rolie, José Chepito Areas, Mike Carabello, Michael Shrieve) – originariamente interpretata dai Santana

DVD bonus nell'edizione deluxe
1. The Making of The Whirlwind (A Documentary Edited by Chad Hoerner) – 104:54

## Formazione
Gruppo
- Neal Morse – voce, tastiera, chitarra acustica, percussioni, arrangiamento
- Roine Stolt – chitarra elettrica, voce, percussioni, mellotron aggiuntivo, minimoog, arrangiamento, copertina
- Pete Trewavas – basso, voce, sintetizzatori VST occasionali, orchestrazione, arrangiamento
- Mike Portnoy – batteria, voce, arrangiamento

Altri musicisti
- Chris Carmichael – strumenti ad arco
- Marc Papeghin – corno francese
- Collin Leijenaar – schiocco di dita
- Jessica Koomen – schiocco di dita
- Henk Doest – schiocco di dita

Produzione
- Transatlantic – produzione
- Jerry Guidroz – ingegneria del suono
- Richard Mouser – missaggio
- Robert Vosigen – mastering

## Classifiche
| Classifica (2010)         | Posizione massima |
| ------------------------- | ----------------- |
| Francia                   | 134               |
| Germania                  | 45                |
| Paesi Bassi               | 40                |
| Stati Uniti (heatseekers) | 21                |
| Svezia                    | 59                |